# Begonia capanemae
Espèce
Begonia capanemae est une espèce de plantes de la famille des Begoniaceae. Ce bégonia arbustif est originaire du Brésil.

## Description
Cette plante vivace fait partie des bégonias arbustifs, non rhizomateux.

## Répartition géographique
Cette espèce est originaire du pays suivant : Brésil.

## Classification
Begonia capanemae fait partie de la section Pritzelia du genre Begonia, famille des Begoniaceae.
Elle a été décrite en 1954 par Alexander Curt Brade (1881-1971), qui l'a nommée en hommage à Guilherme Schüch Capanema (pt) qui l'avait récoltée à Joinville dans l'État de Santa Catarina.